# Gara Bruxelles-Schuman
Brussel-Schuman sau Bruxelles Schuman este o gară subterană din Brussel/Bruxelles, deservind linia 161 (Bru.-Namur). Stația poartă numele lui Robert Schuman, și se află sub șoseaua Berlaymont, între două clădiri ale Comisiei Europene.
Această gară a fost construită pentru trenurile intercity spre Luxemburg (IC J) și Liège-Guillemins-Liers (IC M), precum și trenurile locale sau interregionale spre Louvain-la-Neuve și Binche.
Puțin la nordul gării de trenuri, în același ansamblu, sub sensul giratoriu Schuman, se află stația de metrou omoloagă. Aceasta deservește liniile 1A și 1B, în funcție de la 20 septembrie 1976. Înainte de aceasta, Schuman era stație de premetrou, capătul de răsărit a liniei De Broukère, în funcție de la 20 decembrie 1969. Un proiect de rețea regională expres a avut în vedere o restructurare totală a gării Schuman. Un nou tunel feroviar leagă gara Schuman de gara Meiser, realizând o nouă legătură între liniile 161 și 26.
La suprafață, Schuman este de asemenea o stație de autobus, deservind linia 347 (spre Stockel).
1. 1 2 3   https://cdn.belgiantrain.be/-/media/files/pdf/train-s/map-train-s-bruxelles-fr-2022.ashx?la=fr?v=6b2be0e6ba7641cf9308358049201a5e&hash=1B589C34A5E246D4C5771D1F3712C5847C66F70B Lipsește sau este vid: |title= (ajutor)